# قائمة سلاسل السوبر ماركت في جيبوتي
هذه قائمة سلاسل محلات السوبر ماركت في جيبوتي.  
- الجميل
- كاش سنتر ليدر برايس (شركة فرنسية عالمية)
- سوبر ماركت جروب كازينو
- Etablissement Ladieh
- سوبر ماركت نابليون
- نوجابريكس Nougaprix
- سميراميس Semiramis

الشراء من البقالات في جيبوتي هو الطاغي، حيث لا تزال المتاجر الصغيرة والأسواق والباعة المتجولون وشاحنات الطعام تسيطر على السوق الرئيسية للسلع الاستهلاكية. 

## روابط خارجية
- متاجر أو مولات أو أسواق في جيبوتي